# Typhaceae
Typhaceae (рогози) је фамилија монокотиледоних скривеносеменица из реда Poales. Обухвата један род са десетак врста водених зељастих биљака. Цветови су једнополни, ситни и сакупљени у цвасти. Плод је орашица.